# 锦江 (韩国)
锦江（：／ Geumgang */?）是韩国第三大河流，全长401公里。 锦江发源于韩国全罗北道长水郡，由南向北流经全罗北道和忠清北道，在临近大田广域市处改为向西南方向並流经忠清南道，最后在群山市附近汇入黄海。
這里也是唐倭白江口海戰的戰場。